# 保科正殷
保科 正殷（ほしな まさたか）は、上総飯野藩の第4代藩主。
元禄7年（1694年）、第3代藩主・保科正賢の長男として江戸で生まれる（生年には元禄10年（1697年）説もある）。正徳4年（1714年）12月22日の父の死去により、正徳5年（1715年）2月16日に家督を継承した。しかし、幼少より病弱で藩政が執れず、嗣子も無かったため、享保3年（1718年）に弟で養子の正寿に家督を譲って隠居した。
元文3年（1738年）3月21日に江戸品川屋敷で死去した。享年45。

## 系譜
父母
- 保科正賢（父）
- 瑞光院 ー 森長俊の養女、森長継の娘（母）

養子、養女
- 保科正寿 ー 実弟
- 青山幸覃正室 ー 実妹
- 保科正勝室 ー 実妹